# Rhabdochaeta wedelia
Rhabdochaeta wedelia är en tvåvingeart som beskrevs av Hardy och Drew 1996. Rhabdochaeta wedelia ingår i släktet Rhabdochaeta och familjen borrflugor. Inga underarter finns listade i Catalogue of Life.